# Netelia himalayensis
Netelia himalayensis är en stekelart som beskrevs av Kaur och Jonathan 1976. Netelia himalayensis ingår i släktet Netelia och familjen brokparasitsteklar. Inga underarter finns listade i Catalogue of Life.